# Acid Blue 80
Acid Blue 80 ist ein Anthrachinonfarbstoff aus der Gruppe der Säurefarbstoffe, der unter anderem im Textilbereich zum Färben von Wolle, Seide und Polyamidfasern verwendet wird.

## Darstellung
Acid Blue 80 erhält man durch Sulfonierung mit Oleum des Farbstoffes Solvent Blue 104.

## Externe Links zu erwähnten Verbindungen
1. ↑  Externe Identifikatoren von bzw. Datenbank-Links zu Acid Blue 80, freie Säure:  CAS-Nr.: 28645-53-6, PubChem: 20552, ChemSpider: 19356, Wikidata: Q115548658.